# Reynaudia filiformis
Reynaudia filiformis är en gräsart som först beskrevs av Spreng. och Schult., och fick sitt nu gällande namn av Carl Sigismund Kunth. Reynaudia filiformis ingår i släktet Reynaudia och familjen gräs. Inga underarter finns listade i Catalogue of Life.